# Хмільовський Микола
о. Микола Хмільовський (псевда «Микола Лаврівський», «Аксіос»; 18 травня 1880, Покропивна, нині Козівський район, Тернопільська область — 30 квітня 1963, Мшана, Городоцький район, Львівська область) — український священник, військовий капелан УГА, радник Митрополичої консисторії УГКЦ, член УГВР.

## Життєпис
Народився 18 травня 1880 в селі Покропивна. З 1901 студіював богослов'я на теологічному факультеті Львівського університету. Після закінчення навчання одружився з молодшою на сім років донькою священика Володимира Підсонського. У 1905–1907 продовжив студії у Віденському університеті (Австрія).
1907 року рукопокладений у сан священика, в 1907–1931 роках — у м. Золочів на Львівщині: священник, шкільний і гімназійний катехит, духівник. Через шість років став директором школи ім. Маркіяна Шашкевича. Член міської управи, комітету спорудження пам'ятника о. М. Шашкевичу (1911), співзасновник товариства його імені. Під час українсько-польської війни — капелан, військовий польовий духівник 4-ї Золочівської бригади УГА. З початком Першої світової війни священик намагався вступити до Легіону Українських січових стрільців, але арешт став на перешкоді патріотичним намірам. Перебував у Наддніпрянщині, де вів переговори зі Симоном Петлюрою про поширення там УГКЦ.
Після закінчення війни зазнав переслідувань та репресій влади, ув'язнений у таборі для військовополонених у Пикуличах поблизу м. Перемишль (Польща). 1920 року звільнений за наполяганням папського нунція в Польщі. Після звільнення служив у Преображенській церкві Львова.
Повернувшись до Золочева, у власному будинку організував однорічні курси для гімназистів, які через війну не склали іспит зрілості. В 1922 — співзасновник і організатор у місті української приватної гімназії Товариства «Рідна школа», її директор і викладач релігії. У вересні 1923-го на подвір'ї золочівської в'язниці поляки розстріляли за саботажні акції трьох бойовиків УВО: Ілька Скочиляса, Олександра Павлишина й Миколу Коваля. Отець Микола Хмільовський не побоявся відправити за українськими героями в церкві при велелюдді Службу Божу і заупокійну панахиду. За це потрапив у ще більшу немилість до польської окупаційної влади. 1931 року, після викликаної недугою перерви в праці, польські урядовці змусили Миколу Хмільовського звільнитися з директорської посади, погрожуючи в разі відмови закрити український навчальний заклад.
Від 1931 — парох у с. Мшана на Львівщині. Викладач (1932), директор (1934) Малої духовної семінарії у м. Львів. Дійсний радник Митрополичої консисторії та суду (1933), ординатор. шкільної ради (1935). На парафії сприяв роботі товариств «Просвіта», «Сільський господар», «Союз українок» та інших, заснував дитячий будинок, струнний і духовий оркестри, шаховий гурток, курси для неписьменних, дитячий садок на 50 дітей. Фінансово допомагав гімназистам і студентам із незаможних сімей.
1946 року не визнав рішення Львівського собору, до 1948 року очолював підпільну УГКЦ; співпрацював із Проводом ОУН; від 1946 року (за іншими даними від 1947 року) — належав до УГВР; листувався з Романом Шухевичем, не раз зустрічався з ним у Мшаній.
31 березня 1950 року о. Хмільовського заарештували органи МДБ, засуджений на 10 років тюремного ув'язнення (в архіві СБУ у Львівській області знаходиться кримінальна справа отця — П-35073). Покарання відбував у Сибіру. Не зігнули отця Хмільовського тюрми у Владімірі та Верхнє-Уральську. Зголоджений, з масою болячок, але твердий духом і непохитний вірою він повернувся у село Мшану (звільнений 27 лютого 1954 року). Після повернення підпільно здійснював релігійні обряди УГКЦ.
30 квітня 1963 року в селі Мшана Городоцького району Львівської області отець Микола Хмільовський спочив у Бозі. Відійшов скромно і спокійно, як істинний воїн світла.

## Вшанування
30 вересня 2012 року в селі Покропивна відкрито й освячено митрополитом Тернопільсько-Зборівським Василієм (Семенюком) пам'ятник о. Миколі Хмільовському біля церкви Різдва Пресвятої Богородиці.